# Roger Westling
Lars Roger Westling (ur. 17 grudnia 1961 w Falun) – szwedzki biathlonista. W Pucharze Świata jeden raz stanął na podium zawodów indywidualnych: 20 grudnia 1986 roku w Hochfilzen zwyciężył w sprincie. W zawodach tych wyprzedził na podium Franka-Petera Roetscha z NRD i Austriaka Franza Schulera. W klasyfikacji generalnej sezonu 1986/1987 zajął 42. miejsce. W 1983 roku wystąpił na mistrzostwach świata w Anterselvie, gdzie zajął 40. miejsce w sprincie i 14. miejsce w sztafecie. Jeszcze kilkukrotnie startował na imprezach tego cyklu, najlepszy wynik indywidualny osiągając podczas mistrzostw świata w Lake Placid w 1987 roku, gdzie był dziewiąty w sprincie. Zajął też między innymi piąte miejsce w sztafecie na mistrzostwach świata w Ruhpolding dwa lata wcześniej. W 1984 roku wystartował w sztafecie na igrzyskach olimpijskich w Sarajewie, gdzie Szwedzi zajęli dziesiąte miejsce. Brał też udział w igrzyskach w Calgary w 1988 roku, gdzie uplasował się na 54. pozycji w sprincie i siódmej w sztafecie.

## Osiągnięcia

### Igrzyska olimpijskie
| Rok  | Miejscowość | Konkurencje | Konkurencje | Konkurencje | Konkurencje | Konkurencje | Konkurencje | Konkurencje |
| Rok  | Miejscowość | IN          | SP          | PU          | MS          | RL          | MR          | SR          |
| ---- | ----------- | ----------- | ----------- | ----------- | ----------- | ----------- | ----------- | ----------- |
| 1984 | Sarajewo    | –           | –           | nd.         | nd.         | 10.         | nd.         | –           |
| 1988 | Calgary     | DNF         | 54.         | nd.         | nd.         | 7.          | nd.         | –           |

### Mistrzostwa świata
| Rok  | Miejscowość | Konkurencje | Konkurencje | Konkurencje | Konkurencje | Konkurencje | Konkurencje | Konkurencje |
| Rok  | Miejscowość | IN          | SP          | PU          | MS          | RL          | MR          | SR          |
| ---- | ----------- | ----------- | ----------- | ----------- | ----------- | ----------- | ----------- | ----------- |
| 1983 | Anterselva  | –           | 40.         | nd.         | nd.         | 14.         | nd.         | –           |
| 1985 | Ruhpolding  | 34.         | –           | nd.         | nd.         | 5.          | nd.         | –           |
| 1986 | Oslo        | 36.         | 25.         | nd.         | nd.         | 8.          | nd.         | –           |
| 1987 | Lake Placid | 42.         | 9.          | nd.         | nd.         | 12.         | nd.         | –           |
| 1989 | Feistritz   | 60.         | 63.         | nd.         | nd.         | –           | nd.         | –           |

### Puchar Świata

#### Miejsca w klasyfikacji generalnej
| Sezon     | Miejsce |
| --------- | ------- |
| 1982/1983 | ?       |
| 1983/1984 | ?       |
| 1984/1985 | ?       |
| 1985/1986 | ?       |
| 1986/1987 | 42.     |
| 1987/1988 | 66.     |
| 1988/1989 | 55.     |

#### Miejsca na podium chronologicznie
| Lp. | Dzień      | Rok  | Miejscowość | Konkurencja     | Lokata | Pudła | Czas biegu | Strata | Zwycięzca |
| --- | ---------- | ---- | ----------- | --------------- | ------ | ----- | ---------- | ------ | --------- |
| 1.  | 20 grudnia | 1986 | Hochfilzen  | Sprint na 10 km | 1.     | 0+1   | 36:14,7    | –      | –         |